# 2001 في تونس
فيما يلي قوائم الأحداث التي وقعت خلال عام 2001 في تونس.

## سياسة

### تعيين في المنصب
- 22 أكتوبر – فائزة الكافي سفير تونس في فرنسا.

### انتهاء فترة المنصب
- 31 أكتوبر – المنجي بوسنينة سفير تونس في فرنسا.

## ظهور
- 1 يناير – ميراث

## وفيات

### فبراير
- 20 فبراير – علي بن سالم (مواليد 1910)

### أبريل
- 12 أبريل – محمود التونسي (مواليد 1944) سياسي تونسي.

### أكتوبر
- 28 أكتوبر – الجلولي فارس (مواليد 1909) سياسي تونسي.

### نوفمبر
- 22 نوفمبر – رؤول جورنو (مواليد 1911)